# Linea Kintetsu Namba
La linea Kintetsu Namba (近鉄難波線?, Kintetsu Namba sen) è una breve linea urbana sotterranea a gestione privata che passa nella zona sud della città Ōsaka, e unisce fra di loro le linee Kintetsu Ōsaka e Hanshin Namba permettendo il transito diretto dei treni.

## Caratteristiche
| Stazione             | Giapponese | Distanza interstaz. | Distanza totale | Collegamenti | Posizione  |
| -------------------- | ---------- | ------------------- | --------------- | --- | ---------- |
| Ōsaka-Namba          | 大阪難波   | -                   | 0.0             | stazione di Namba Linea Midōsuji Linea Yotsubashi Linea Sennichimae Linea principale Nankai Linea Nankai Kōya Linea Hanshin Namba (servizio diretto) Linea principale Kansai (linea Yamatoji) Namba JR | Chūō-ku    |
| Kintetsu-Nippombashi | 近鉄日本橋 | 0.8                 | 0.8             | Linea Sakaisuji Linea Sennichimae (stazione di Nippombashi) | Chūō-ku    |
| Ōsaka-Uehommachi     | 大阪上本町 | 1.2                 | 2.0             | Linea Kintetsu Ōsaka Linea Tanimachi Linea Sennichimae (Tanimachi Kyūchōme) | Tennōji-ku |